# Hospital Obrero (película)
Hospital  es una película boliviana  dirigida por Germán Monje y producida por Juan Pablo Piñeiro, autor de la novela "Cuando Sara Chura despierte" y guionista de la película Sena/Quina, la inmortalidad del cangrejo (2005) de Paolo Agazzi.

## Detalles de la película
El guion de 'Hospital  fue escrito por Germán Monje y Juan Pablo Piñeiro, basado en una idea de Miguel Valverde;
la Fotografía del film estuvo a cargo de Daniela Cajías.
Hospital  se estrenó en la Cinemateca Boliviana en la ciudad de La Paz el 2 de julio de 2009. Es la primera película boliviana contemporánea filmada en blanco y negro. Su trama se desarrolla en los pasillos del Hospital Obrero de la ciudad de La Paz, en una habitación donde se encuentran diferentes personajes, caracterizados en su mayoría por actores sin experiencia. Fue nombrada como la "Película del Bicentanario" por el Gobierno Municipal de La Paz.
El personaje central, Pedro Dionicio Murillo (Omar Duranboger), un bohemio algo "pajpaku" (charlatán) es internado debido a su afición por las bebidas espirituosas y la vida alegre. La trama gira en torno a la personalidad peculiar de este personaje y su interacción con los otros internos y el desarrollo de su relación.
Comparten la habitación con Pedro D. Murillo otros personajes: el "camba", Carmelo Suárez (Martín Jofré); el “Profe” Serafín Aguilera (Carlos Andrade), un exjugador de fútbol con cáncer; Humberto el "gordo" (Carlos Barrios) que sufre de diabetes; Wálter Paco (Antonio Mendieta), el "burócrata" que tiene problemas matrimoniales y un indígena, Gregorio (Mauro Alwa) que tiene más fe en la medicina tradicional que en los medicaméntos que le dan (o no) en el hospital. 
La mayoría de los personajes principales, excepto Gregorio, son ancianos que luchan por vivir y comparten, quizá sus últimos momentos con los compañeros de habitación en el hospital, surgiendo así entre ellos los sentimientos de amistad y solidaridad, en especial entre Pedro el "pajpaku" y Carmelo, el “camba”, logrando así llevar adelante sus aflicciones y sobrellevar sus problemas, a pesar de sus diferencias .

## Sinopsis
Pedro Murillo, un viejo bohemio, se interna de emergencia en el Hospital , el más popular de la ciudad, donde debe compartir habitación con diferentes personajes: un hombre del oriente cuya hija no reconocida trabaja en ese recinto, un exjugador de fútbol (el “Profe”) que padece un cáncer avanzado, un diabético obeso que pasa largas temporadas internado (Humberto), un burócrata (Wálter Paco) que tiene problemas en su matrimonio y un indígena (Gregorio) que se cura con plantas medicinales. La mayoría son ancianos que se encuentran en la etapa final de su vida, luchando contra el dolor y la enfermedad. En este difícil trance nace en cada uno el sentimiento de solidaridad que da pie a una amistad conmovedora, principalmente entre Pedro y el “Camba”, Carmelo Suárez. El poder sanador de esta amistad permite a ambos reconciliarse con la vida y aceptar finalmente el enigma de su destino personal.

## Personajes
- Pedro D. Murillo, el "pajpaku", personaje central de la trama, interpretado por Omar Duranboger, artista plástico, pintor y profesor de artes.
- Carmelo Suárez. el "camba", personaje que sufre de chagas y se interna en el hospital tratando de reencontrarse con su hija, una enfermera que trabaja ahí, interpretada por Soledad Ardaya, actriz de teatro y cine participó también en las películas Sena/Quina y Di buen día a papá.
- Walter Paco, el "burócrata", personaje que además de los problemas de salud que comparten los protagonistas, tiene también problemas en su matrimonio, interpretado por Antonio Mendieta un jubilado bancario que es también el actor del elenco con más experiencia ya que participó antes en dos películas.
- Serafín Aguilera, el "profe", es un exjugador y entrenador de fútbol que padece de un cáncer terminal, interpretado por Carlos Andrade Viscafé, taxista.
- Humberto Foronda, el "gordo", enfermo de diabetes, es el paciente a cargo de la habitación, debido a que se interna con frecuencia a causa de su enfermedad, conoce a todos y se encarga de presentar a los nuevos internos. Interpretado por Carlos Barrios, operador de radiotaxi.
- Gregorio Mamani, el "kallawaya", interpretado por Mauro Alwa, es un personaje que es internado debido a un accidente que sufre en la carretera a los yungas y que logra sanarse gracias a sus conocimientos de la medicina tradicional y las facultades curativas de diferentes hierbas. Mauro Alwa además de escribir poesía es estibador.[4]